# Onze-Lieve-Vrouweretabel van Lombeek

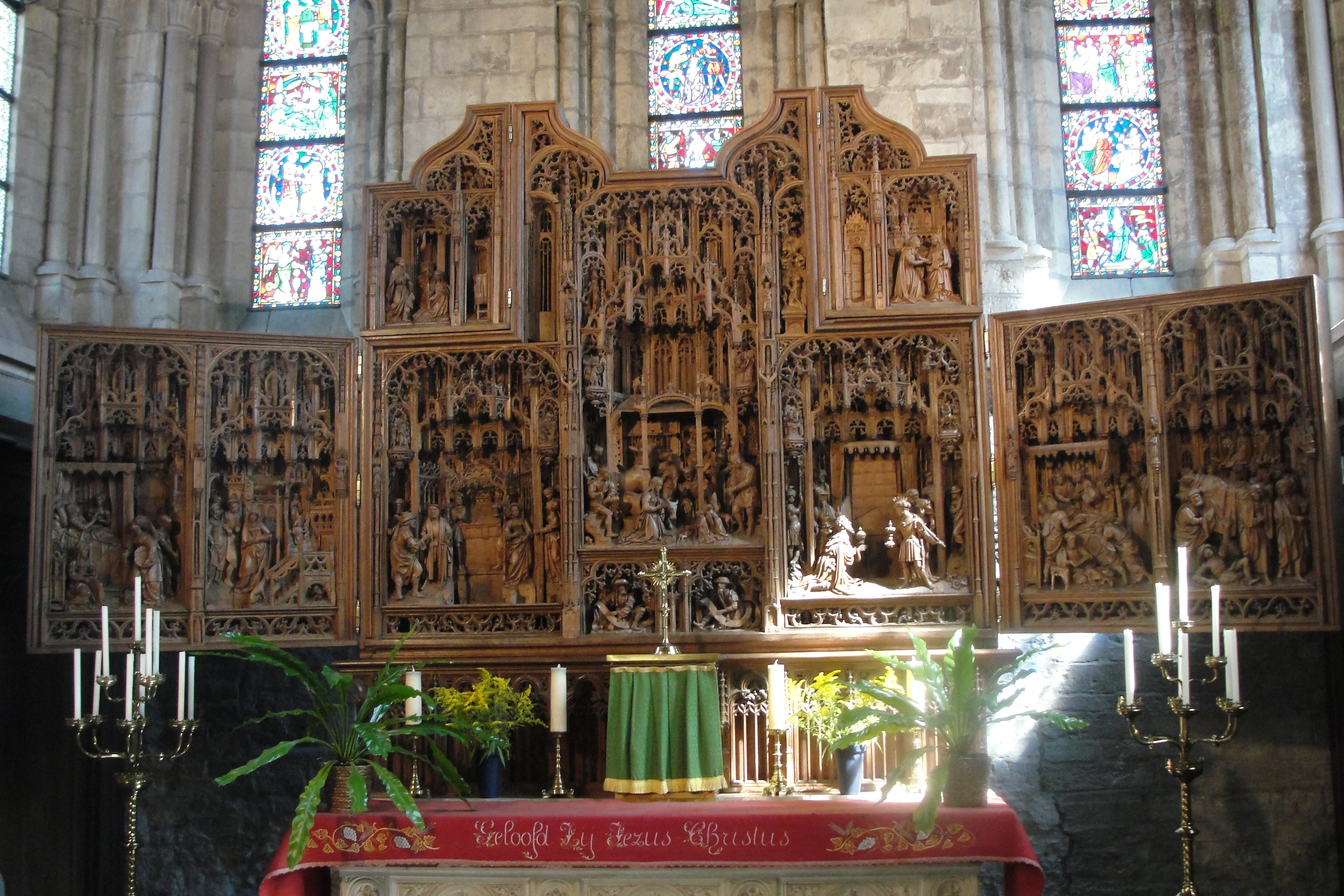
Onze-Lieve-Vrouweretabel van Lombeek

Het Onze-Lieve-Vrouweretabel van Lombeek is een sinds 2015 erkend Vlaams topstuk en vormt een van de belangrijkste trekpleisters van de Onze-Lieve-Vrouwkerk in Onze-Lieve-Vrouw-Lombeek (gemeente Roosdaal).
De weergave van het patriciërshuis en andere gebruiksobjecten worden gebruikt voor de studie van de materiële cultuur.
Het retabel is vervaardigd uit eikenhout en meet 245 cm hoog bij 528 cm breed. Het werk kan gedateerd worden tussen 1532 en 1535.

## Beschrijving
Het Mariaretabel behoort tot de Brabantse retabels en kan op basis van  de houten hamer als keurmerk op de onderboord van de kast (ijkwaarde) aan een Brussels atelier worden toegewezen. Traditioneel wordt het veelluik toegeschreven aan de Meester van Lombeek, al is dit retabel eerder een oeuvre van samenwerking tussen diverse artiesten, actief in eenzelfde atelier. Zo vertonen een aantal beeldhouwwerken een invloed van de traditionele stijl van Jan II Borman, terwijl in andere het Antwerps maniërisme doorschijnt. Ook beeldhouwers Pasquier Borman en Guyot de Beaugrant worden geïdentificeerd als vervaardigers van het werk.
De drieledige bak heeft zowel boven als onder gebeeldhouwde in plaats van geschilderde luiken, wat het kostbare karakter benadrukt. Uniek is het niet gepolychromeerde karakter van het retabel, al is het niet duidelijk of dit altijd zo geweest is. Onderzoek sinds 2000 wees immers uit dat de verf vermoedelijk tijdens een eerste restauratie in 1848 door François Sohest werd verwijderd binnen de toen heersende tijdsgeest.
Het retabel van Lombeek plaatst zich door zijn compositie, kledij en ornamenten in de productie van de laatgotische beeldhouwers. Al zijn er ook renaissance-elementen aanwezig: pilasters, colonnades en raamopeningen en ook de kledij en kapsels van de gebeeldhouwde figuren wijzen op een vervaardiging tijdens het tweede kwart van de 16de eeuw.

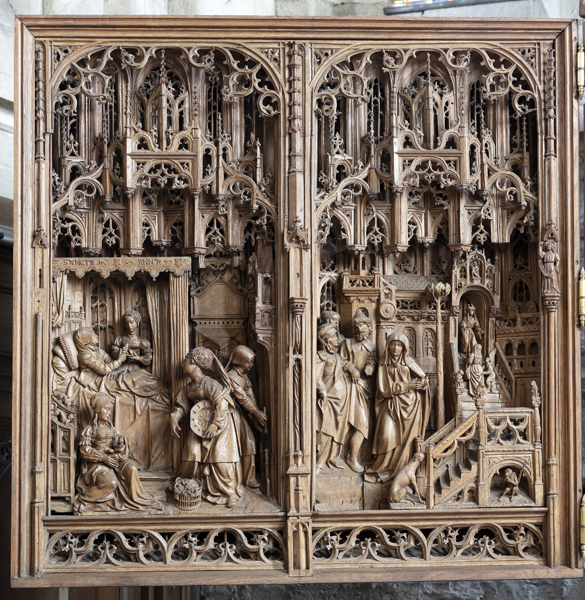
Mariaretabel
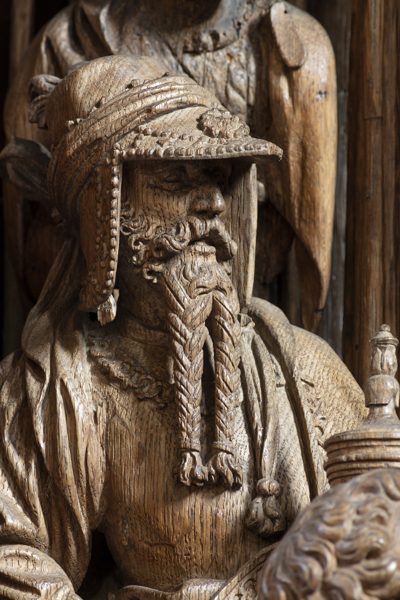
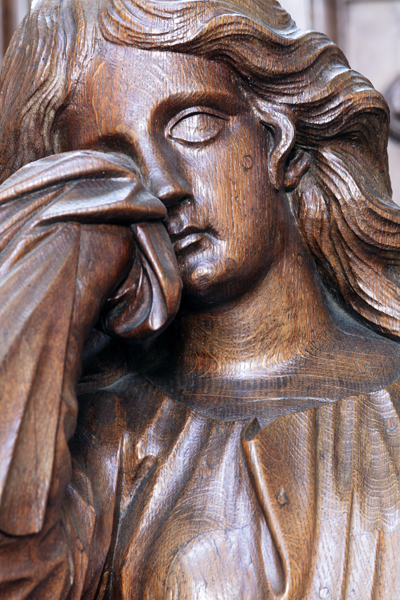
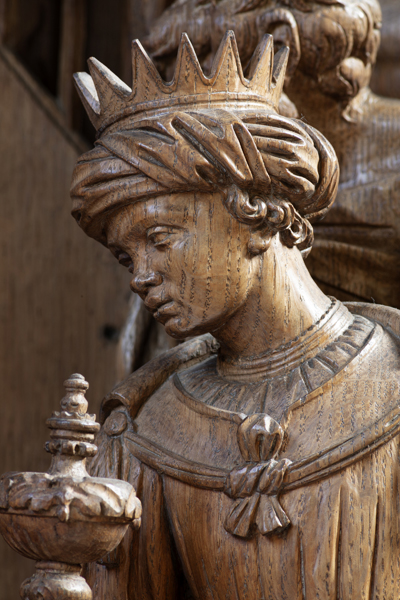
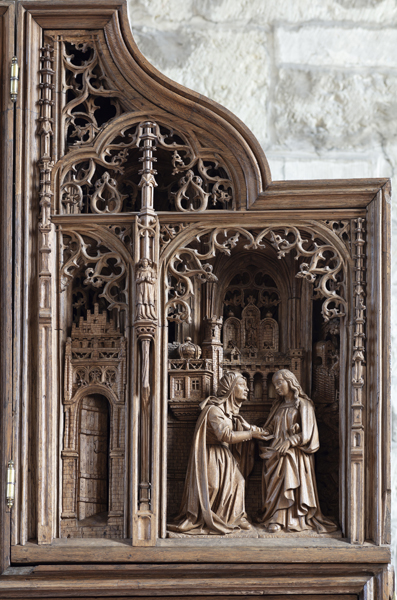

## Historiek

Het Mariaretabel in het linker zijaltaar zoals het gefotografeerd werd tussen 1890 en 1913 door Emile-Henri t'Serstevens

Het retabel werd in de 18de eeuw verplaatst naar het linker zijaltaar. In 1775 werd immers een nieuw barok hoofdaltaar besteld. In het zijaltaar werd het veelluik verticaal opgesteld. Hierdoor werden de geschilderde panelen op de achterzijde van de zijpanelen aan het zicht onttrokken en kwamen ze in contact met de vochtige buitenmuur. Hierdoor verdwenen de schilderijen die waarschijnlijk Verschijning van Christus aan zijn moeder of Christus die na zijn dood aan Maria Magdalena verschijnt als thema hadden. Vermoedelijk werd het tussen 1908 en 1914 opnieuw verhuisd naar het hoofdaltaar.
Het werk werd 4 maal buiten de kerk tentoongesteld:
- L'exposition rétrospective d'art industriel in Brussel (1888 - 1889)[12]
- Tapisseries et sculptures Bruxelloises à l'exposition d'art ancien Bruxellois Cercle Artistique & Littéraire in Brussel (1905)[13]
- Tentoonstelling van Oud-Vlaamsche kunst tijdens de Wereldtentoonstelling in Antwerpen (1930)[14]
- Aspecten van de laatgotiek in Brabant Stedelijk Museum Van der Kelen-Mertens in Leuven (1971)[15]

Zowel in 1913, 1974 als 1981 werden beeldjes uit het retabel gestolen. De Engel van de Annunciatie werd in 1993 teruggevonden door een antiquair.
In 2024 werd het retabel gerestaureerd met kopieën van de gestolen beelden op basis van een 3D-scan van de bestaande gipsen kopie.

## Kopieën

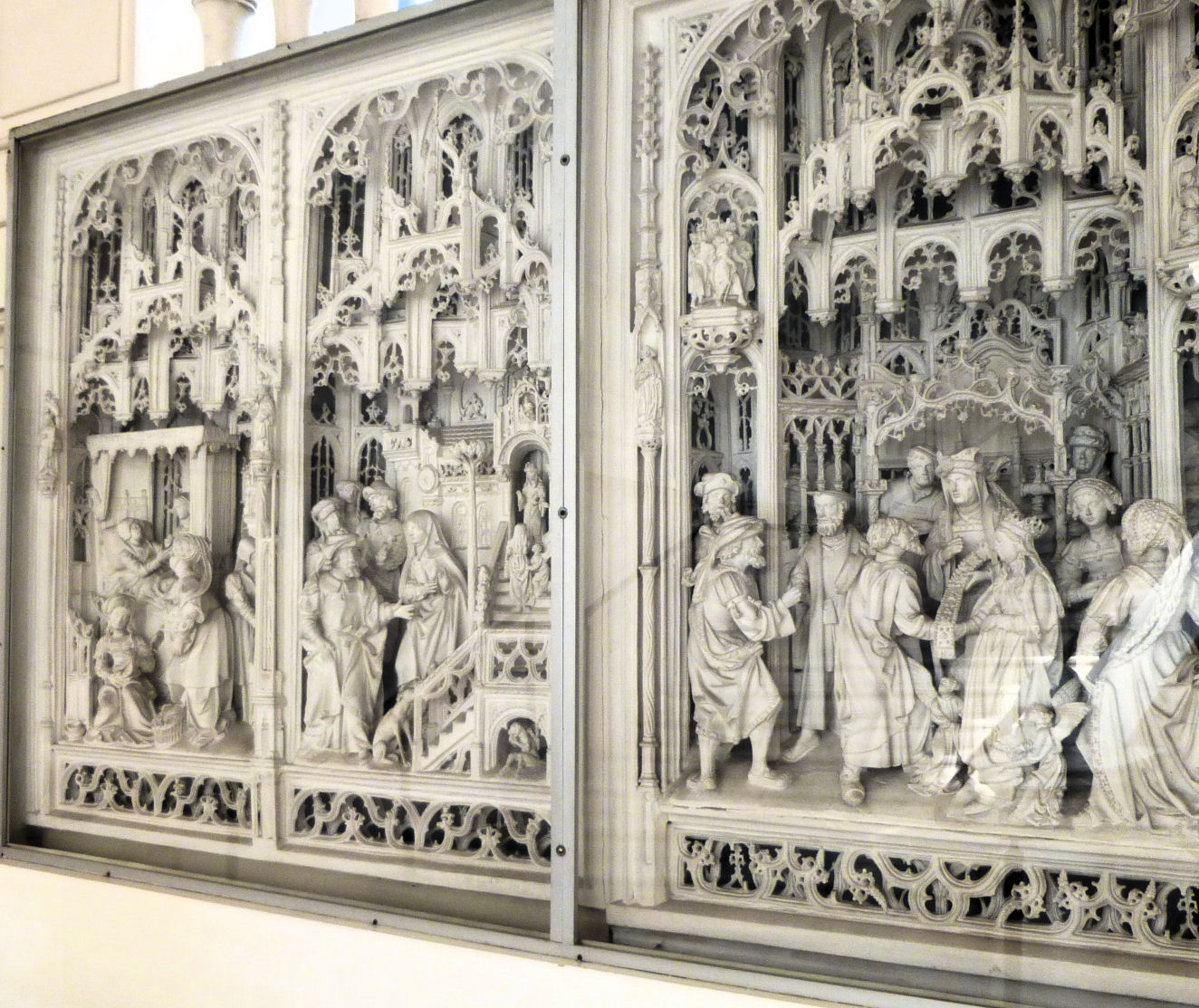
Afgietsel in plaaster, Brussel

Een plaasteren afgietsel op ware schaal van het retabel, werd gemaakt in Brussel door de Afgietselwerkplaats. Het wordt tentoongesteld in de Koninklijke Musea voor Kunst en Geschiedenis. Het afgietsel werd in 1892 gerealiseerd, door middel van gelatinetechniek, hetgeen toelaat om kleine details getrouw weer te geven. Ook in de kerk van Wuustwezel bevindt zich een kopie van het retabel, gemaakt door de gebroeders Van Mierlo en schilder Jean-Baptiste Anthony in 1905.